# 緑農住区
緑農住区(りょくのうじゅうく）とは、1972年に創設された緑農住区開発関連土地基盤整備事業。

## 概要
農地整備の対象とした区域である「緑農区」と、一体的に整備するべき住宅および公共用地である「緑住区」の総称。都市計画用途区域内外にまたがって、農業的土地利用と非農業的土地利用の調整を行う事業。
1960年代後半、スプロール化が激しく進行する大都市近郊の農村周辺で、緑地と農地、住宅の調和を図るための都市づくりが模索されるようになった。1970年12月、建設省と農林省が「緑農住区開発構想」の報告書が取りまとめられ、緑農住区の用語が使われるようになった。緑農住区を想定した事業対象は神奈川県横浜市港北区、兵庫県神戸市垂水区などが想定されていた。